# Junior Eurovision Song Contest 2024
Der 22. Junior Eurovision Song Contest fand am 16. November 2024 in der Caja Mágica in Madrid statt. Der Wettbewerb wird von der European Broadcasting Union (EBU) organisiert.

## Austragung
Am 27. November 2023, einen Tag nachdem Frankreich den JESC 2023 gewonnen hatte, gab France Télévisions bekannt, dass man Gespräche mit der EBU bezüglich einer Austragung in Frankreich führen werde. Der Sender sagte außerdem, dass es mehrere Länder gäbe, die Interesse an einer Austragung des Wettbewerbs hätten und das Land nicht zum Monopol des JESC werden möchte. Da 2024 auch die Olympischen Sommerspiele in Frankreich stattfinden, war es durchaus möglich, dass France Télévisons aus logistischen und Kostengründen auf eine Austragung des Wettbewerbs verzichten könnte.
Am 14. Februar 2024 wurde bekannt, dass der Junior Eurovision Song Contest 2024 in Spanien stattfinden werde. Es wäre erst die zweite Austragung eines Eurovision-Wettbewerbs in Spanien nach dem Eurovision Song Contest 1969.

### Austragungsort
Folgende Städte bzw. Regionen hatten Interesse an einer Austragung des Wettbewerbs bekundet:
- Granada[3]
- Madrid[4]
- Málaga[5]
- Valencianische Gemeinschaft[6]

Barcelona und Saragossa hatten ebenfalls Interesse an einer Bewerbung gezeigt, zogen diese jedoch wieder zurück.
Am 10. Mai 2024 wurde auf einer Pressekonferenz im Rahmen des ESC 2024 bekanntgegeben, dass der Junior Eurovision Song Contest am 16. November 2024 in der Caja Mágica in Madrid stattfinden soll.

### Moderation
Am 12. September 2024 wurden Ruth Lorenzo, Marc Clotet und Melani García als Moderatoren präsentiert. Ruth Lorenzo nahm 2014 am Eurovision Song Contest für Spanien teil, Melani García vertrat Spanien beim Junior Eurovision Song Contest 2019.

## Teilnehmer

Teilnehmer
Länder, die in der Vergangenheit teilgenommen haben, jedoch nicht 2024

### Länder
17 Länder werden am Wettbewerb 2024 teilnehmen. Das Vereinigte Königreich zog sich nach zwei Teilnahmen wieder vom Wettbewerb zurück. Zypern hingegen wird zum ersten Mal seit 2017 wieder am Wettbewerb teilnehmen. Auch kehrt San Marino nach neunjähriger Abwesenheit zum Wettbewerb zurück, obgleich man zuerst noch abgesagt hatte.

### Nationale Vorentscheidungen
| Land           | Sender             | Vorentscheidung                           |
| -------------- | ------------------ | ----------------------------------------- |
| Albanien       | RTSH               | Junior Fest 2024                          |
| Armenien       | ARMTV              | interne Auswahl                           |
| Deutschland    | KiKA               | Onlinevoting                              |
| Estland        | ERR                | Tähtede lava (Interpret)                  |
| Estland        | ERR                | interne Auswahl (Lied)                    |
| Frankreich     | France Télévisions | interne Auswahl                           |
| Georgien       | GPB                | Ranina 2024 (Interpret)                   |
| Georgien       | GPB                | interne Auswahl (Lied)                    |
| Irland         | TG4                | Junior Eurovision Éire                    |
| Italien        | Rai                | interne Auswahl                           |
| Malta          | PBS                | Malta Junior Eurovision Song Contest 2024 |
| Niederlande    | AVROTROS           | Junior Songfestival 2024                  |
| Nordmazedonien | MRT                | interne Auswahl                           |
| Polen          | TVP                | Szansa na Sukces: Eurowizja Junior 2024   |
| Portugal       | RTP                | The Voice Kids Portugal 2024 (Interpret)  |
| Portugal       | RTP                | interne Auswahl (Lied)                    |
| San Marino     | San Marino RTV     | interne Auswahl                           |
| Spanien        | RTVE               | interne Auswahl                           |
| Ukraine        | UA:PBC             | nationale Vorauswahl                      |
| Zypern         | CyBC               | interne Auswahl                           |

## Finale
Das Finale wird am 16. November 2024 stattfinden. Die Startnummern 1, 17 und die von Gastgeber Spanien wurden am 1. Oktober 2024 veröffentlicht. Am 10. Oktober folgte die vollständige Startreihenfolge.
| Platz | Startnr. | Land           | Interpret                          | Lied Musik (M) und Text (T)                                                                             | Sprache                  | Übersetzung (inoffiziell) | Punkte | Punkte    | Punkte |
| Platz | Startnr. | Land           | Interpret                          | Lied Musik (M) und Text (T)                                                                             | Sprache                  | Übersetzung (inoffiziell) | Jury   | Zuschauer | Gesamt |
| ----- | -------- | -------------- | ---------------------------------- | --- | ------------------------ | ------------------------- | ------ | --------- | ------ |
| 1.    | 9        | Georgien       | Andria Putkaradze                  | To My Mum M: Giorgi Kukhianidze; T: Giorgi Kukhianidze, Maka Davitatia                                  | Georgisch                | An meine Mutter           | 180    | 59        | 239    |
| 2.    | 15       | Portugal       | Victoria Nicole                    | Esperança M/T: Victoria Nicole                                                                          | Portugiesisch, Spanisch  | Hoffnung                  | 96     | 117       | 213    |
| 3.    | 14       | Ukraine        | Artem Kotenko                      | Hear Me Now M/T: Svitlana Tarabarova                                                                    | Ukrainisch, Englisch     | Hör mich jetzt            | 122    | 81        | 203    |
| 4.    | 6        | Frankreich     | Titouan                            | Comme ci, comme ça M: Malo'; T: Malo', Marie Bastide                                                    | Französisch              | So und so                 | 103    | 74        | 177    |
| 5.    | 17       | Malta          | Ramires Sciberras                  | Stilla Ċkejkna M: Aleandro Spiteri Monseigneur, Peter Borg; T: Lon Kirkop                               | Maltesisch               | Kleiner Stern             | 74     | 79        | 153    |
| 6.    | 10       | Spanien        | Chloe DelaRosa                     | Como La Lola M/T: David Parejo, Luis Ramiro, Alejandro Martínez, Chloe DelaRosa                         | Spanisch                 | Wie Lola                  | 80     | 64        | 144    |
| 7.    | 3        | Albanien       | Nikol Çabeli                       | Vallëzoj M: Endri Muçaj; T: Eriona Rushiti                                                              | Albanisch                | Tanzen                    | 82     | 44        | 126    |
| 8.    | 4        | Armenien       | Leo                                | Cosmic Friend M: Tokionine; T: Maléna, Vahram Petrosjan                                                 | Armenisch, Englisch      | Kosmischer Freund         | 76     | 49        | 125    |
| 9.    | 1        | Italien        | Simone Grande                      | Pigiama Party M: Alex Uhlmann, Luca Mattioni, Pablo Meneguzzo; T: Luca Mattioni, Pablo Meneguzzo        | Italienisch, Englisch    | Pyjamaparty               | 52     | 46        | 98     |
| 10.   | 12       | Niederlande    | Stay Tuned                         | Music M/T: Jermain van der Bogt, Willem Laseroms                                                        | Niederländisch, Englisch | Musik                     | 34     | 57        | 91     |
| 11.   | 11       | Deutschland    | Bjarne                             | Save The Best For Us M/T: Kai Oliver Krug, Thomas Meilstrup, Ignacio Uriarte                            | Deutsch, Englisch        | Rettet das Beste für uns  | 14     | 57        | 71     |
| 12.   | 8        | Polen          | Dominik Arim                       | All Together M: Sławomir Sokołowski; T: Aldona Dąbrowska                                                | Polnisch, Englisch       | Alle zusammen             | 13     | 48        | 61     |
| 13.   | 5        | Zypern         | Maria Pissarides                   | Crystal Waters M: Sophia Patsalides, Armin Gilani; T: Sophia Patsalides, Armin Gilani, Maria Pissarides | Griechisch, Englisch     | Kristallklares Wasser     | 10     | 50        | 60     |
| 14.   | 2        | Estland        | Annabelle Ats                      | Tänavad M/T: Sven Lõhmus                                                                                | Estnisch                 | Die Straße                | 14     | 41        | 55     |
| 15.   | 16       | Irland         | Enya Cox Dempsey                   | Le Chéile M: Ian James White, Nicky Brennan; T: Laoise Ní Nualláin                                      | Irisch                   | Zusammen                  | 15     | 40        | 55     |
| 16.   | 7        | Nordmazedonien | Ana Vanchevska & Aleksej Ivanovski | Marathon M: Lazar Tsvetkovski; T: Magdalena Tsvetkovska                                                 | Mazedonisch, Englisch    | -                         | 20     | 34        | 54     |
| 17.   | 13       | San Marino     | Idols SM                           | Come Noi M/T: Francesco Sancisi, Nicola Della Valle, Paolo Macina                                       | Italienisch              | Wie wir                   | 1      | 46        | 47     |

### Statistik der Zwölf-Punkte-Vergabe (Jury)
| Anzahl | Land     | erhalten von |
| ------ | -------- | --- |
| 12     | Georgien | Albanien, Armenien, Estland, Irland, Italien, Malta, Niederlande, Portugal, San Marino, Spanien, Ukraine Zypern |
| 2      | Armenien | Frankreich, Georgien                                                                                            |
| 2      | Ukraine  | Nordmazedonien, Polen                                                                                           |
| 1      | Portugal | Deutschland |

### Punktetafel
In der folgenden Tabelle werden die Punkte der Jury dargestellt sein. Die Länder werden nach der Startreihenfolge sortiert. Das gelb unterlegte Land zeigt den ersten Platz und damit den Sieger des Juryvotings.
| Land           | Punkte | IT | EE | AL | AM | CY | FR | MK | PL | GE | ES | DE | NL | SM | UA | PT | IE | MT | Votings |
| -------------- | ------ | -- | -- | -- | -- | -- | -- | -- | -- | -- | -- | -- | -- | -- | -- | -- | -- | -- | ------- |
| Italien        | 52     | –  | 3  | 6  | 8  | 4  | 1  | –  | 6  | –  | 2  | –  | 4  | 6  | 3  | 2  | –  | 7  | 12      |
| Estland        | 14     | 2  | –  | –  | –  | –  | 6  | –  | –  | 1  | 1  | 4  | –  | –  | –  | –  | –  | –  | 5       |
| Albanien       | 82     | 6  | 8  | –  | 5  | 7  | –  | 1  | 5  | –  | 6  | 7  | 2  | 3  | 8  | 10 | 8  | 6  | 14      |
| Armenien       | 76     | –  | 10 | 2  | –  | 1  | 12 | 5  | 2  | 12 | 4  | –  | 7  | 2  | 5  | 6  | –  | 8  | 13      |
| Zypern         | 10     | –  | –  | –  | 4  | –  | –  | 2  | –  | –  | –  | 1  | –  | –  | 1  | –  | 2  | –  | 5       |
| Frankreich     | 103    | 7  | 4  | 5  | 10 | 2  | –  | 3  | 7  | 10 | 5  | 8  | 10 | 7  | 6  | 4  | 10 | 5  | 16      |
| Nordmazedonien | 20     | 5  | –  | 3  | 3  | –  | –  | –  | 4  | –  | –  | –  | 1  | 1  | –  | –  | –  | 3  | 7       |
| Polen          | 13     | –  | –  | –  | –  | –  | –  | –  | –  | –  | –  | –  | –  | –  | 2  | 8  | 3  | –  | 3       |
| Georgien       | 180    | 12 | 12 | 12 | 12 | 12 | 8  | 10 | 8  | –  | 12 | 10 | 12 | 12 | 12 | 12 | 12 | 12 | 16      |
| Spanien        | 80     | 4  | 5  | 7  | 1  | 10 | 3  | 6  | –  | 8  | –  | 3  | 5  | 8  | 10 | 3  | 5  | 2  | 15      |
| Deutschland    | 14     | –  | 1  | –  | 2  | –  | 7  | –  | 1  | 2  | –  | –  | –  | –  | –  | –  | 1  | –  | 6       |
| Niederlande    | 34     | 3  | –  | 1  | 7  | 3  | –  | 4  | 3  | 3  | –  | –  | –  | 5  | –  | –  | 4  | 1  | 10      |
| San Marino     | 1      | 1  | –  | –  | –  | –  | –  | –  | –  | –  | –  | –  | –  | –  | –  | –  | –  | –  | 1       |
| Ukraine        | 122    | 10 | 7  | 10 | –  | 8  | 10 | 12 | 12 | 5  | 10 | 2  | 8  | 4  | –  | 7  | 7  | 10 | 15      |
| Portugal       | 96     | 8  | 6  | 8  | –  | 5  | 5  | 7  | 10 | 7  | 8  | 12 | 6  | –  | 4  | –  | 6  | 4  | 14      |
| Irland         | 15     | –  | –  | –  | –  | –  | 2  | –  | –  | 4  | 3  | 5  | –  | –  | –  | 1  | –  | –  | 5       |
| Malta          | 74     | –  | 2  | 4  | 6  | 6  | 4  | 8  | –  | 6  | 7  | 6  | 3  | 10 | 7  | 5  | –  | –  | 13      |

### Punktesprecher
| Land        | Punktesprecher      | Anmerkungen |
| ----------- | ------------------- | --- |
| Estland     | Arhanna             | Teilnehmerin 2023                                                                                               |
| Frankreich  | Lissandro           | Sieger 2022 |
| Georgien    | Anastasia Vasadze   | Teilnehmerin 2023                                                                                               |
| Malta       | Yulan Law           | Teilnehmerin 2023                                                                                               |
| Niederlande | Veronika Morska     | Zweitplatzierte beim niederländischen Vorentscheid 2024 und Drittplatzierte beim ukrainischen Vorentscheid 2021 |
| Polen       | Maja Krzyżewska     | Teilnehmerin 2023                                                                                               |
| Portugal    | Júlia Machado       | Teilnehmerin 2023                                                                                               |
| Spanien     | Carlos Higes        | Teilnehmer 2022                                                                                                 |
| Ukraine     | Anastasia Dymyd     | Teilnehmerin 2023                                                                                               |
| Zypern      | Patroklos Patroklou | |

## Absagen

### Absagen und daher keine Rückkehr zum JESC
| Land                   | Grund und Bemerkungen | letzte Teilnahme |
| ---------------------- | --- | ---------------- |
| Aserbaidschan          | Am 21. November 2023 gab der Leiter der Medienabteilung der aserbaidschanischen Delegation beim ESC, Ilakha Dadasheva, bekannt, dass der Sender sich auf den Eurovision Song Contest 2024 konzentrieren will, eine Teilnahme an zukünftigen Editionen des JESC jedoch nicht ausschließt. Am 15. August 2024 sagte der aserbaidschanische Sender İctimai Televiziya və Radio Yayımları Şirkəti (İTV) schließlich seine Teilnahme ab. Als Gründe führte man mangelndes Interesse sowohl seitens des Senders als auch der Zuschauer, sowie die Kosten der Teilnahme an. | 2021             |
| Australien             | Am 26. März 2024 gab der australische Sender SBS bekannt, dass man 2024 nicht zum JESC zurückkehren werde. Genauere Gründe wurden nicht genannt. Eine Teilnahme Australiens wäre noch durch den Sender ABC möglich gewesen, doch auch dieser sagte seine Teilnahme am 2. April 2024 ab. Auch hier wurden keine genaueren Gründe für die Absage genannt. | 2019             |
| Belgien                | Am 12. Juni 2023 gab der flämische Sender Vlaamse Radio- en Televisieomroeporganisatie (VRT) bekannt, dass man über eine Teilnahme am Wettbewerb 2024 diskutieren werde. Dieser sagte jedoch am 18. Mai 2024 seine Teilnahme ab. Der wallonische Sender Radio-télévision belge de la Communauté française (RTBF) sagte seine Teilnahme am 30. Juli 2024 ab. RTBF nannte als Grund seiner Absage ein mangelndes Publikumsinteresse | 2006             |
| Bulgarien              | Der bulgarische Sender BNT äußerte sich nicht zu einer Teilnahme. Schlussendlich stand das Land nicht auf der Liste der Teilnehmer. | 2021             |
| Dänemark               | Am 26. Dezember 2023 gab die Leiterin des Kinderfernsehens des Senders DR, Marlene Boel, bekannt, dass Dänemark auch 2024 nicht zum Wettbewerb zurückkehren werde. Man werde jedoch die Entwicklung des Junior Eurovision Song Contests weiter beobachten. | 2005             |
| Griechenland           | Am 19. Juli 2024 bestätigte der griechische Sender Elliniki Radiofonia Tileorasi (ERT), dass man nicht am Junior Eurovision Song Contest 2024 teilnehmen werde. Genauere Gründe für diese Entscheidung wurden nicht genannt. | 2008             |
| Israel                 | Der israelische Sender Kan gab am 16. Mai 2024 bekannt, dass man nicht zum Wettbewerb zurückkehren werde. Genauere Gründe für diese Entscheidung wurden nicht genannt. | 2018             |
| Kasachstan             | Am 6. Juni 2023 gab Khabar bekannt, dass man hoffe 2024 zum Wettbewerb zurückzukehren. Am 26. November 2023 berichtete der Medienpartner Khabars, DS, folgendes: „Wir haben Junior Eurovision dieses Jahr (2023) verpasst, bis nächstes Jahr.“ Am 22. August 2024 gab Khabar schließlich bekannt, dass man auch 2024 nicht am Wettbewerb teilnehmen werde. Als Grund nannte man die gestiegenen Kosten einer Teilnahme. Allerdings schloss man eine Rückkehr in naher Zukunft nicht aus.                                                                             | 2022             |
| Kroatien               | Hrvatska radiotelevizija (HRT) gab am 18. Mai 2024 bekannt, dass man nicht zum JESC zurückkehren werde. Gleichzeitig schloss man eine eventuelle Rückkehr in der Zukunft jedoch nicht aus. | 2014             |
| Lettland               | Am 2. Januar 2024 gab der lettische Sender Latvijas Televīzija bekannt, dass man 2024 nicht zum Wettbewerb zurückkehren werde. Genauere Gründe hierfür wurden jedoch nicht genannt. | 2011             |
| Litauen                | Am 23. November 2023 gab der litauische Sender LRT bekannt, dass Litauen 2024 nicht zum Wettbewerb zurückkehren werde. Ein genauer Grund für die Absage wurde nicht angegeben. LRT werde den JESC jedoch übertragen. Außerdem äußerte der Sender auch, dass man eine Rückkehr des Landes zum Wettbewerb 2025 in Erwägung ziehen werde, sofern die Einschaltquoten 2024 den Erwartungen entsprechen werden. | 2011             |
| Moldau                 | Am 13. Juni 2023 gab der Sender TRM bekannt, dass man eine Rückkehr zum Wettbewerb in Zukunft nicht ausschließen werde. Schlussendlich befand sich das Land nicht auf der Liste der Teilnehmer. | 2013             |
| Montenegro             | Am 7. Januar 2024 wurde bekannt, dass der montenegrinische Sender RTCG beabsichtigt sowohl den Eurovision Song Contest 2024 als auch den Junior Eurovision Song Contest 2024 zu übertragen. Am 15. August 2024 gab RTCG offiziell seine Rückkehr zum ESC im Jahr 2025 bekannt. Schlussendlich stand das Land nicht auf der Liste der Teilnehmer. | 2015             |
| Norwegen               | Am 3. Dezember 2022 gab NRK bekannt, dass man eine Teilnahme am Wettbewerb an zukünftigen Editionen nicht ausschließt. Jedoch gab der Sender am 4. Januar bekannt auch 2024 nicht zum Wettbewerb zurückzukehren. Genauere Gründe wurden nicht genannt. Am 7. Januar 2024 wurde bekannt, dass NRK eine Rückkehr im Jahr 2025 in Betracht zieht. | 2005             |
| Rumänien               | Der rumänische Sender Televiziunea Română (TVR) bestätigte am 17. Mai 2024, dass man nicht am Junior Eurovision Song Contest 2024 teilnehmen werde. Genauere Gründe für diese Entscheidung wurden nicht genannt. | 2009             |
| Schweden               | Am 5. Januar 2024 gab der schwedische Sender SVT bekannt, dass man nicht am Junior Eurovision Song Contest 2024 teilnehmen werde. Genauere Gründe für diese Entscheidung wurden nicht genannt. | 2014             |
| Schweiz                | Am 23. Februar 2024 bestätigte das deutschsprachige Schweizer Radio und Fernsehen (SRF), dass man 2024 nicht am Junior Eurovision Song Contest teilnehmen werde. Der französischsprachige Sender Radio Télévision Suisse (RTS), sowie der italienischsprachige Sender Radiotelevisione Svizzera (RSI) und der rätoromanischsprachige Sender Radiotelevisiun Svizra Rumantscha (RSR) hatten sich nicht zu einer Teilnahme geäußert. Schlussendlich stand das Land nicht auf der Liste der Teilnehmer.                                                                 | 2004             |
| Serbien                | Die Kreativverantwortliche des serbischen Eurovision Vorentscheids Pesma za Evroviziju, Olivera Kovacevic, gab am 9. Dezember 2023 bekannt, dass eine Rückkehr Serbiens zum JESC unwahrscheinlich sei. Einerseits aus finanziellen Gründen, andererseits aus mangelndem Interesse potentieller Komponisten. Am 27. Mai bestätigte Radio-Televizija Srbije (RTS), dass man nicht zum Wettbewerb zurückkehren werde. Man wolle sich ganz auf den Eurovision Song Contest fokussieren.                                                                                  | 2022             |
| Slowenien              | Am 22. Februar 2024 gab der slowenische Sender RTV SLO bekannt, dass man 2024 nicht zum Wettbewerb zurückkehren werde. Als Grund wurden fehlende finanzielle Mittel genannt. | 2015             |
| Vereinigtes Königreich | Am 4. November 2022 gab die BBC bekannt, langfristig am JESC teilnehmen zu wollen. Dennoch gab man am 21. Juni 2024 bekannt, nicht am Wettbewerb 2024 teilzunehmen. | 2023             |
| Wales                  | Am 22. Juni 2024 gab S4C bekannt, dass man nicht am JESC teilnehmen werde. Da das Vereinigte Königreich zuvor am 21. Juni bekannt gegeben hatte, nicht am Wettbewerb 2024 teilnehmen zu werden, wäre eine Rückkehr von Wales möglich gewesen. | 2019             |

### Kein aktives EBU-Mitglied und daher keine Rückkehr zum JESC
| Land     | Grund und Bemerkungen | letzte Teilnahme |
| -------- | --- | ---------------- |
| Belarus  | Am 1. Juli 2021 beendete die EBU die Mitgliedschaft des belarussischen Staatsfernsehens BTRC. Daher ist eine Rückkehr zum Wettbewerb ausgeschlossen. | 2020             |
| Russland | Am 26. Februar 2022 traten die russischen Staatssender, Rossija 1, WGTRK und Radio Dom Ostankino, ihrerseits aus der EBU aus, als Reaktion auf den Ausschluss vom Eurovision Song Contest 2022. Eine Teilnahme Russlands ist dadurch nicht mehr möglich. Am 26. Mai 2022 wurden sämtliche russische Sender aus der EBU ausgeschlossen. | 2021             |

### Absagen und daher kein Debüt beim JESC
| Land                    | Grund und Bemerkungen |
| ----------------------- | --- |
| Andorra                 | Am 26. Juni gab der andorranische Sender Ràdio i Televisiò d’Andorra (RTVA) bekannt, dass sie nicht beim JESC 2024 debütieren werden. Der Sender gab keine weiteren Informationen oder den Grund für die Absage bekannt. |
| Bosnien und Herzegowina | Am 24. März 2022 wurde bekanntgegeben, dass der Sender BHRT vor seiner Schließung steht, nachdem die Bankkonten des Senders gesperrt wurden, wodurch der Sender außerdem Pleite ist. Auf Grund ausstehender Zahlungen an die EBU ist der Sender zudem seit Dezember 2016 von allen Angeboten ausgeschlossen. Dadurch ist eine Teilnahme Bosnien und Herzegowinas am Wettbewerb 2024 nicht möglich. |
| Finnland                | Am 25. November 2023 wurde bekannt, dass der finnische Sender YLE den stellvertretenden Delegationsleiter, Matti Myllyaho, zum Junior Eurovision Song Contest 2023 in Nizza entsandt hatte. Jedoch gab YLE am 29. Dezember 2023 bekannt aus finanziellen Gründen nicht am JESC 2024 teilzunehmen. |
| Island                  | Am 13. Juni 2023 gab er bekannt, dass der isländische Sender Ríkisútvarpið (RÚV) ein Debüt bei einer zukünftigen Ausgabe erwägt. Am 4. Juli 2024 wurde jedoch bekannt gegeben, dass der Sender nicht bei JESC 2024 debütieren wird. Der Sender nannte keine genauen Gründe für die Absage, es wurde jedoch zuvor berichtet, dass er „Zeit und Geld“ benötige, bevor er teilnehmen könne. |
| Luxemburg               | RTL Télé Lëtzebuerg bestätigte am 19. Mai 2024, dass man nicht beim Junior Eurovision Song Contest debütieren werde. Genauere Gründe hierzu wurden nicht genannt. |
| Marokko                 | Der marokkanische Sender SNRT äußerte sich nicht zu einer Teilnahme. Schlussendlich stand das Land nicht auf der Liste der Teilnehmer. |
| Monaco                  | Am 1. September 2023 nahm die neue öffentliche Rundfunkanstalt TVMonaco den Betrieb auf. Bereits im Vorfeld wurde bekanntgegeben, dass Interesse an verschiedenen Eurovision-Events bestehe. Im März 2024, trat der Sender der Europäischen Rundfunkunion (EBU) teil, wodurch der Sender berechtigt ist, Monaco bei Veranstaltungen wie dem Junior Eurovision Song Contest zu vertreten. Schlussendlich befand sich das Land nicht auf der Liste der Teilnehmer. |
| Österreich              | Der Österreichische Rundfunk gab am 18. Mai 2024 bekannt, dass man nicht am Junior Eurovision Song Contest teilnehmen werde. Genauere Gründe hierzu wurden nicht genannt. |
| Schottland              | Der schottische Sender BBC Alba gab am 24. Juni 2024 bekannt, dass man nicht am JESC 2024 teilnehmen werde. Genauere Gründe wurden nicht genannt. Da das Vereinigte Königreich zuvor am 21. Juni bekannt gegeben hatte, nicht am Wettbewerb 2024 teilnehmen zu werden, wäre ein Debüt Schottlands möglich gewesen. |
| Slowakei                | Am 21. Juni 2024 wurde bekannt gegeben, dass die slowakische Regierung den Sender Rozhlas televízia Slovenska (RTVS) am 1. Juli schließen und durch einen neuen Sender mit dem Namen Slovenská televízia a rozhlas (STVR) ersetzt werden. Ein Debüt der Slowakei wäre daher unwahrscheinlich, da unter anderem unklar war, ob STVR die EBU-Mitgliedschaft von RTVS übernehmen kann oder ob STVR zunächst der EBU beitreten muss. Nach dem Start des Senders wurde jedoch bekannt, dass er Vollmitglied der EBU sein wird, was bedeutet, dass ein Debüt bei JESC im Jahr 2024 nicht unmöglich wäre. Am 12. August gab der neue Sender jedoch bekannt, dass er nicht am ESC 2025 teilnehmen wird, was bedeutet, dass er voraussichtlich auch nicht am JESC teilnehmen wird. Schlussendlich stand das Land nicht auf der Liste der Teilnehmer. |
| Tschechien              | Der tschechische Sender Česká televize äußerte sich nicht zu einer Teilnahme. Schlussendlich stand das Land nicht auf der Liste der Teilnehmer. |
| Türkei                  | Der türkische Sender Türkiye Radyo ve Televizyon Kurumu äußerte sich nicht zu einer Teilnahme. Schlussendlich stand das Land nicht auf der Liste der Teilnehmer. |
| Ungarn                  | Der ungarische Sender Duna Média äußerte sich nicht zu einer Teilnahme. Schlussendlich stand das Land nicht auf der Liste der Teilnehmer. |

### Kein aktives EBU-Mitglied und daher kein Debüt beim JESC
| Land          | Grund und Bemerkungen |
| ------------- | --- |
| Liechtenstein | Am 9. August 2022 gab die Geschäftsführerin des Senders 1 FL TV, Sandra Woldt, gegenüber Eurovoix bekannt, dass man nicht mehr plant eine EBU-Mitgliedschaft zu beantragen. Der Sender werde sich stattdessen mehr auf Berichterstattung in und für Liechtenstein konzentrieren. Ein Debüt Liechtensteins beim Wettbewerb 2024 ist somit ausgeschlossen. |

## Übertragung

### Fernsehübertragung
| Land                      | Sender              | Moderation/Kommentar                         |
| Teilnehmende Länder       | Teilnehmende Länder | Teilnehmende Länder                          |
| ------------------------- | ------------------- | -------------------------------------------- |
| Albanien                  | RTSH                | Andri Xhahu                                  |
| Armenien                  | ARMTV               | Hrachuhi Utmazyan & Sevak Hakobyan           |
| Deutschland               | KiKA                | Constantin Zöller                            |
| Estland                   | ETV2                | Marko Reikop (Estnisch)                      |
| Estland                   | ETV+                | Aleksandr Hobotov & Julia Kalenda (Russisch) |
| Frankreich                | France Télévisions  | Stéphane Bern & Valentina                    |
| Georgien                  | GPB                 | Nika Lobiladze                               |
| Irland                    | TG4                 | Louise Cantillon                             |
| Italien                   | Rai 2               | Mario Acampa                                 |
| Malta                     | PBS                 |                                              |
| Niederlande               | AVROTROS            | Bart Arens & Matheu Hinzen                   |
| Nordmazedonien            | MRT                 | Eli Tanaskovska                              |
| Polen                     | TVP2                | Artur Orzech                                 |
| Portugal                  | RTP1                | Carina Jorge & Nuno Galopim                  |
| Portugal                  | RTP Internacional   | Carina Jorge & Nuno Galopim                  |
| Spanien                   | TVE Internacional   | Julia Varela & Tony Aguilar (Spanisch)       |
| Spanien                   | La 1                | Julia Varela & Tony Aguilar (Spanisch)       |
| Spanien                   | La 1                | Sònia Urbano & Xavi Martínez (Katalanisch)   |
| Spanien                   | RTVE Cataluña       | Sònia Urbano & Xavi Martínez (Katalanisch)   |
| San Marino                | San Marino RTV      | Mirco Zani & Roberto Bagazzoli               |
| Ukraine                   | UA:PBC              | Timur Miroschnytschenko                      |
| Zypern                    | CyBC                | Kyriakos Pastides                            |
| Nicht teilnehmende Länder |                     |                                              |
| Kroatien                  | HRT 2               | Nika Turković & Duško Ćurlić                 |
| Litauen                   | LRT televizija      | Ramūnas Zilnys                               |
| Luxemburg                 | RTL Zwee            | Raoul Roos & Eric Lehmann                    |

### Radioübertragungen
| Land                | Sender                   | Moderation/Kommentar                       |
| Teilnehmende Länder | Teilnehmende Länder      | Teilnehmende Länder                        |
| ------------------- | ------------------------ | ------------------------------------------ |
| Deutschland         | WDR Maus                 | Annika Witzel & Max Plate                  |
| Spanien             | Radio Nacional de España | David Asensio & Sara Calvo (Spanisch)      |
| Spanien             | Ràdio 4                  | Sònia Urbano & Xavi Martínez (Katalanisch) |

## Trivia
- Polen trat bei seiner elften Teilnahme zum ersten Mal mit einem Jungen an,  Deutschland bei seiner vierten Teilnahme.
- Die Postcards wurden teilweise mithilfe künstlicher Intelligenz erstellt, auch bei einigen Auftritten kam diese zum Einsatz.[114]
- In diesem Jahr wurde ein neues Verfahren für die Punktevergabe angewandt: Bei den Jurywertungen wurden die einzelnen Punktewertungen kumuliert vergeben, die Höchstwertungen wie gewohnt von Punktesprechern. Dafür wurde auch eine neue Wertungsgrafik eingeführt.[114]